# Холл, Харриет
Харриет А. Холл (девичья фамилия Хоаг, 2 июля 1945 — 11 января 2023) — американская писательница, авиационный врач ВВС США, популяризатор науки и скептик. Писала об альтернативной медицине и шарлатанстве для журналов Skepticи Skeptical Inquirer. Была основательницей и постоянным автором и редактором журнала Science-Based Medicine. Писала под своим именем или под псевдонимом «The SkepDoc». Выйдя в отставку в звании полковника ВВС США, Холл часто выступала на конференциях, посвящённых науке и скептицизму, проходивших как в США, так и по всему миру.

## Ранняя жизнь и образование
Харриет Энн Хоаг родилась 2 июля 1945 года в Сент-Луисе, штат Миссури. Старшая из четырёх братьев и сестёр, она выросла в районе Вью-Ридж в Сиэтле, штат Вашингтон. Будучи подростком подвергла сомнению своё методистское воспитание, позже став атеисткой.
В 1971 году Хариетт Хоаг прошла стажировку в Медицинском центре ВВС США имени Дэвида Гранта в Калифорнии, затем семь лет прослужила в Испании в качестве офицера медицинской службы.
Чтобы стать авиационным врачом, Хоаг изучала аэрокосмическую медицину, в 1979 году получила сертификат семейного врача. Она начала свою службу на авиабазе Фрэнсиса Э. Уоррена в Вайоминге, где познакомилась и вышла замуж за Кирка Альберта Холла-младшего. Она была второй женщиной, закончившей медицинскую стажировку в ВВС, и первой женщиной, окончившей ординатуру по семейной медицине на авиабазе Эглинво Флориде.

## Карьера
Холл прослужила в ВВС США 20 лет, выйдя в отставку в звании полковника с объединённой базы Льюис-Маккорд в штате Вашингтон.
Холл позиционировала себя «пассивным скептиком», только читающим литературу и посещающим различные встречи. Но в 2002 году она познакомилась с Уоллесом Сэмпсоном на семинаре Skeptic's Toolbox в Юджине, штат Орегон. Сэмпсон убедил Холл написать статью для Scientific Review of Alternative Medicine, с отрицательными выводами по тестированию Витамина О  Затем она начала писать статьи для Skeptical Inquirer. Холл беседовала с Майклом Шермером на The Amazing Meeting в 2005 году о книге «Код Бога», и он попросил её написать рецензию на неё для журнала Skeptic. С 2006 по 2023 год она вела постоянную колонку в журнале Skeptic под псевдонимом The SkepDoc. 
В 2008 году она опубликовала книгу« Women Aren’t Supposed to Fly: The Memoirs of a Female Flight Surgeon» («Женщины не должны летать: мемуары женщины-авиатора»), автобиографию, посвящённую её опыту работы авиационным врачом. Как женщина-врач, офицер ВВС, летчик и авиационный врач, она сталкивалась с предрассудками. Название книги отсылает к инциденту, произошедшему после её первого самостоятельного полёта, когда сотрудник аэропорта сказал ей: «Разве Вам никто не говорил, что женщины не должны летать?».
В 2008 году Холл была одной из пяти редакторов-основателей, запустивших журнал Science-Based Medicine. Помимо работы редактора, она выполняла работу автора и написала более 700 статей для журнала Science-Based Medicine.
Холл выступала на конференции по научной медицине и на The Amazing Meeting 7 (2009 год). У неё брали интервью в таких подкастах, как The Reality Check Skepticality и The Skeptic Zone.
Холл вела, на протяжении 2010 года, регулярную колонку по развенчиванию распространённых мифов о здоровье в журнале O, The Oprah Magazine. Однако объём колонки был ограничен 200 словами, а материал жёстко редактировался.
Холл входила в совет директоров и была одним из основателей Института медицинских наук (создан в 2009 году). В 2010 году она была избрана членом Комитета скептических расследований.
21 августа 2010 года Холл была удостоена награды Центра расследований за вклад в скептицизм.
Холл выступила на 6-м Всемирном конгрессе скептиков в Берлине с докладом «Комплементарная и альтернативная медицина: сказочная наука и плацебо-медицина».
В 2015 году, по заказу Образовательного фонда Джеймса Рэнди,  она опубликовала серию лекций на YouTube под названием «Научно обоснованная медицина»  (курс из десяти лекций по различиям между научно обоснованной и доказательной медициной и альтернативной медициной, хиропрактикой, иглоукалыванием, гомеопатией, натуропатией и фитотерапией, энергетической медициной).
С 2018 года Холл публиковала регулярную колонку в Skeptical Inquirer под названием «Реальность — лучшее лекарство».

## Критика альтернативной медицины

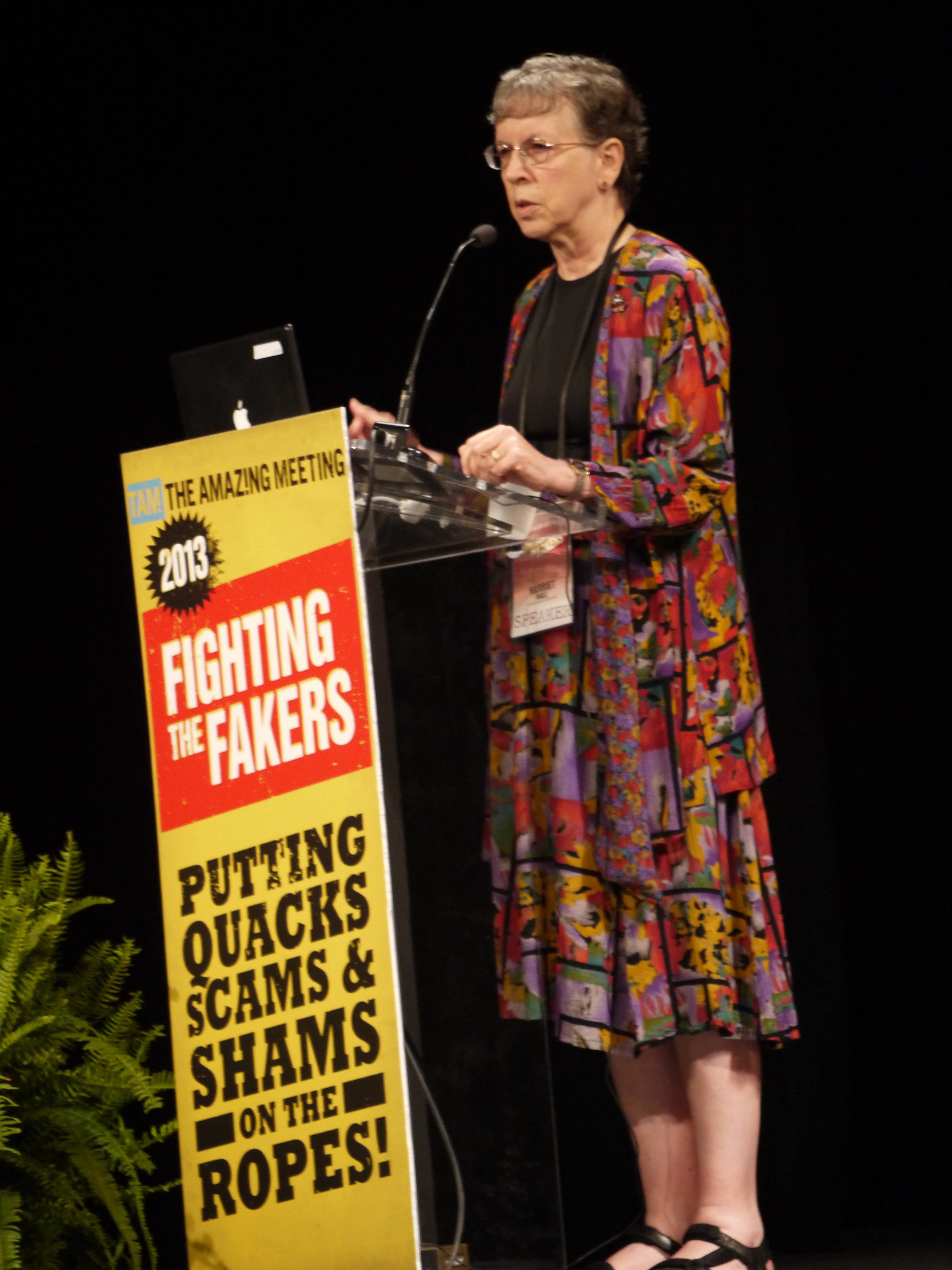
Выступление Холла на The Amazing Meeting в 2013 году

Холл была ярым критиком альтернативной медицины: «Если бы было доказано, что оно действительно эффективно, оно стало бы частью обычной медицины». Так, по поводу пищевой добавки Airborne она указывала на отсутствие каких-либо достоверных двойных слепых исследований. Холл критиковала армию США за использование иглоукалывания.
Холл публично критиковала рекомендации и продукцию Дэниеля  Амена в статье в Quackwatch . Она критиковала многих других сторонников альтернативной терапии, включая Эндрю Вайля.
Холл была консультантом Quackwatch, а также заместителем редактора и постоянным автором блога Science-Based Medicine.
В 2022 году Холл опубликовала детскую книгу "There’s No Such Thing as the Tooth Fairy! "(«Зубной феи не существует!») о спорах по поводу зубной феи.Ранее Холл ввела термин «наука о зубной фее» для обозначения изучения явления до установления его существования.
Холл подчеркнула правило: «Прежде чем поверить в утверждение, выясните, кто с ним не согласен и почему».
Холл решительно отстаивала только один стандарт доказательств: строгий стандарт научной медицины.

## Рецензия на книгу «Необратимый ущерб»
В 2021 году Холл опубликовала положительную рецензию на книгу "Необратимый ущерб, в которой назвала модель позитивной заботы о гендерной дисфории у детей «ошибкой и нарушением долга», и указала на то, что нынешний политический климат сделал научное изучение этих вопросов практически невозможным.
В течение двух дней рецензия была удалена Стивеном Новеллой и Дэвидом Горски , которые заявили, что рост диагнозов гендерной дисфории можно объяснить, не прибегая к теории социального заражения, а также, что научные данные, лежащие в основе гендерно-подтверждающей помощи, указывают на то, что она улучшает психическое здоровье. Новелла и Горски подчеркнули, что Холл по-прежнему является редактором с хорошей репутацией в журнале Science-Based Medicine, и похвалили её историю продвижения хорошей науки.
Science-Based Medicine также опубликовал серию статей врачей, специализирующихся на ЛГБТК+, которые критиковали книгу и положительную рецензию Холл. Несколько скептиков поддержали Холл (Джерри Койн , Кимбалл Этвуд). Они раскритиковали цензуру Новеллы и Горски. Когда журналист Джесси Сингал раскритиковал Новеллу и Горски за опровержение первоначальной статьи Холл и указал на проблемность фактической точности последующих статей, его критика также была встречена критикой.
Рецензия Холл на книгу Эбигейл Шрайер была переиздана на Skeptic.com, а обновлённая версия, с ответом на критику, была опубликована на её личном сайте.

## Личная жизнь и смерть
Вышла замуж за Кирка Альберта Холла-младшего, с которым познакомилась на авиабазе Фрэнсиса Э. Уоррена. У них было две дочери.
В конце жизни Холл проживала в Пуйаллапе, штат Вашингтон. В последние годы жизни страдала аритмией и сердечной недостаточностью. Умерла во сне 11 января 2023 года в возрасте 77 лет.

## Избранные публикации
Основные моменты и публикации, упомянутые в этой статье:
- Barrett, S. Consumer Health: A Guide to Intelligent Decisions / S. Barrett, WM London, M Kroger … [и др.]. — 9th. — McGraw-Hill, 2012. — ISBN 978-0-07-802848-9.
- Hall, Harriet A. (Spring-Summer 2003), Analysis of Claims and of an Experiment to Prove That Oxygen is Present in "Vitamin O", Scientific Review of Alternative Medicine, vol. 7, no. 1, pp. 29–33{{citation}}:  Википедия:Обслуживание CS1 (формат даты) (ссылка)
- Hall, Harriet A. (May-June 2003a), Wired to the Kitchen Sink: Studying Weird Claims for Fun and Profit, Skeptical Inquirer, vol. 27, no. 3, Committee for Skeptical Inquiry, pp. 46–48, Дата обращения: 2009-08-08{{citation}}:  Википедия:Обслуживание CS1 (формат даты) (ссылка)
- Hall, Harriet A. (Fall 2003), Chiropractic Information in a Public Library, Scientific Review of Alternative Medicine, vol. 7, no. 2, pp. 78–86
- Hall, Harriet A. (2007a), A Skeptical View of SPECT Scans and Dr. Daniel Amen, Quackwatch, Дата обращения: 2009-08-08
- Hall, Harriet A. (Spring-Summer 2005), Blind-spot Mapping, Cortical Function, and Chiropractic Manipulation, Scientific Review of Alternative Medicine, vol. 9, no. 1, pp. 11–15{{citation}}:  Википедия:Обслуживание CS1 (формат даты) (ссылка)
- Hall, Harriett (2005). Seek & Ye Shall Find: The God Code (Book Review). Skeptic. 11 (4).
- Hall, Harriet A. (May-June 2006), Teaching Pigs to Sing: An Experiment in Bringing Critical Thinking to the Masses, Skeptical Inquirer, vol. 30, no. 3, pp. 36–39{{citation}}:  Википедия:Обслуживание CS1 (url-status) (ссылка) Википедия:Обслуживание CS1 (формат даты) (ссылка)
- Hall, Harriet A. (2008-06-24), Death By Medicine, Science-Based Medicine, Дата обращения: 2009-08-09
- Hall, Harriet A. Women Aren't Supposed to Fly : The Memoirs of a Female Flight Surgeon. — Lincoln, NE : iUniverse, 2008a. — P. 221. — ISBN 978-0-595-49958-8.
- Hall, Harriet. There's No Such Thing as the Tooth Fairy! / Harriet Hall, Kevin Howell. — Lincoln, NE : BookBaby, 2022. — P. 36. — ISBN 978-1-66785-244-7.